# Arcidiecéze Papeete
Arcidiecéze Papeete (lat. Archidioecesis Papeetensis, franc. Archidiocèse de Papeete) je francouzská římskokatolická arcidiecéze. Leží na území Francouzské Polynésie (je jednou ze dvou diecézí na tomto území). Sídlo arcibiskupství i katedrála Katedrála Notre-Dame de L'Immaculée Conception se nachází ve městě Papeete. Arcidiecéze je hlavou církevní provincie Papeete.
Od 31. března 2011 byl arcibiskupský stolec uprázdněný (tzv. sedisvakance), apoštolským administrátorem byl Mons. Pascal Chang Soi, biskup koadjutor diecéze Taiohae. V září 2015 papež František jmenoval apoštolským administrátorem Jean-Pierra Cottanceaua, který byl 15. prosince 2016 jmenován sídelním arcibiskupem.

## Historie
Apoštolský vikariát byl na Tahiti zřízen 9. května 1848.
V souvislosti se zřízením církevní provincie Papeete byl 21. června 1966 apoštolský vikariát Tahiti povýšen na metropolitní arcidiecézi Papeete, s jednou sufragánní diecézí (diecéze Taiohae).